# Хајнс (Аљаска)
Хајнс (енгл. Haines) насељено је место без административног статуса у америчкој савезној држави Аљаска.

## Демографија
По попису из 2010. године број становника је 1.713, што је 98 (-5,4%) становника мање него 2000. године.
| Група             | 2000.         | 2010.         |
| Белци             | 1.431 (79,0%) | 1.371 (80,0%) |
| Афроамериканци    | 3 (0,2%)      | 10 (0,6%)     |
| Азијати           | 12 (0,7%)     | 8 (0,5%)      |
| Хиспаноамериканци | 28 (1,5%)     | 29 (1,7%)     |
| Укупно            | 1.811         | 1.713         |